# Amplirhagada mitchelliana
Amplirhagada mitchelliana är en snäckart som beskrevs av Alan Solem 1981. Amplirhagada mitchelliana ingår i släktet Amplirhagada och familjen Camaenidae. Inga underarter finns listade i Catalogue of Life.